# Параллельный слалом (горнолыжный спорт)
Параллельный слалом — вид соревнований по горным лыжам.
Соревнования по параллельному слалому представляют собой соревнования, в которых два или более участников одновременно проходят по двум или нескольким рядом расположенным трассам. Трассы, расположенные рядом, должны максимально соответствовать друг другу по параметрам: рельеф, снежный покров, количество ворот и др.

## История
Параллельный слалом изобретен Нильсом Скольдмарком из горнолыжного клуба в Эдсбю, первые соревнования прошли в 1948 году на склоне Эдсбюбакен. Такая форма соревнования была придумана для привлечения зрителей. Соревнования обрели популярность и в 2021 году было принято решение, что дисциплина заменит комбинацию в личном зачете на чемпионате мира начиная с 2025 года.

## Требования к трассе
Перепад высот на трассе должен быть от 80 до 100 м при количестве ворот от 20 до 30. Время прохождения трассы должно быть от 20 до 25 секунд.
Установленная и размеченная трасса должна быть жёсткой и подготовлена по всей ширине аналогично трассе слалома. Трасса должна быть полностью огорожена.
Повороты на трассе размечаются следующим образом. Каждый знак поворота состоит из двух слаломных древков, между которыми натягивается полотнище флага для гигантского слалома.
Если трассы только две, то одна трасса размечается красными флагами (левая по ходу), а другая — синими. Трассы должны быть одинаковы и параллельны.

## Проведение соревнований
Старт производится одновременно для всех участников одного заезда. Одновременность старта обеспечивается специальными стартовыми воротами, которые представляют собой вертикальные доски с тефлоновым покрытием. Ворота, имеющие электрическое управление, открываются одновременно.
Участники параллельного слалома должны поставить лыжные палки в специально отведённое место, а носками обеих лыж касаться открывающихся ворот.
Так как участники стартуют одновременно, то регистрируется только разница времен при прохождении финиша с точностью до тысячной доли секунды.
При проведении соревнований на двух параллельных трассах после первого прохождения трассы участники меняются местами. Всего формируется 16 пар участников.
Победителем в паре признаётся тот, у кого лучшее время по сумме двух спусков (меньшая разница времени по двум заездам) или дважды нулевое значение, если участник выиграл оба заезда.
После первых заездов выбывает половина участников и проводятся одна восьмая финала, затем четвертьфиналы, полуфиналы и финал.
Для проведения соревнований по параллельному слалому сооружают специальные конструкции. Примером может служить искусственное сооружение для проведения соревнований по параллельному слалому в Москве на Воробьёвых горах, где был проведён этап Кубка мира, включённый в календарь ФИС.